# Lies Rustenburg
Lies Rustenburg est une rameuse néerlandaise, né le 8 avril 1990.

## Palmarès

### Championnats d'Europe
- 2016, à Brandebourg-sur-la-Havel ( Allemagne)
  -  Médaille d'argent en Huit
- 2015, à Poznań ( Pologne)
  -  Médaille d'argent en Huit